# Alumniportal Deutschland
Alumniportal Deutschland (Tysklands portal för alumner) är en tysk webbplats för så kallade Tysklandsalumner. Tysklandalumner är alla människor världen över som har studerat eller verkat i Tyskland, gått i en tysk skola i utlandet, har bedrivit forskning och/eller har arbetat i Tyskland. Användningen av portalen är kostnadsfri.
Portalen är ett statligt samarbetsprojekt och stöds av fem tyska organisationer inom området för internationellt samarbete. Portalen finansieras av det federala ministeriet för ekonomiskt samarbete och utveckling (BMZ).

## Webbplatsen
På webbplatsen går det att etablera kontakter med andra alumner liksom med tyska och internationella organisationer, företag, universitet och nätverk. Webbplatsen innehåller ett internationellt jobbtorg, information om utbildningsmöjligheter, kurser, utställningar och vidareutbildningar över hela världen. En redaktionell avdelning förser portalen med artiklar om kultur, samhälle, utbildning, industri, vetenskap och forskning. Det finns även en kategori som behandlar det tyska språket.
Alumniportal Deutschland finns i en tysk och i en engelsk version.
Webbplatsen hade i juni 2013 70.000 registrerade användare från 193 länder.

## Sponsorer och Partners
Alumniportalen är ett initiativ från den Tyska Förbundsrepubliken och stöds av fem tyska organisationer för internationellt samarbete:
- Alexander von Humboldt-Stiftung (AvH)
- Centrum für internationale Migration und Entwicklung (CIM)
- Deutsche Gesellschaft für Internationale Zusammenarbeit (GIZ)
- Deutscher Akademischer Austauschdienst (DAAD)
- Goethe-Institut

Mer än tio "strategiska partners" stödjer samarbetet, inklusive tyska UD, det federala ministeriet för utbildning och forskning, det tyska utbildningsdepartementet och olika politiska stiftelser såsom Friedrich Ebert-stiftelsen, Konrad Adenauer-stiftelsen och Heinrich Böll Foundation.